# Historia postal de Irlanda

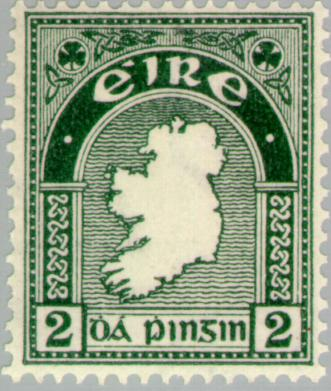
Mapa bidimensional de Irlanda: Primer sello irlandés

Los sellos postales de Irlanda son emitidos por la administración postal del Estado irlandés independiente. Irlanda era parte del Reino Unido de Gran Bretaña e Irlanda cuando se emitieron los primeros sellos postales del mundo en 1840. Estas estampillas y todas las subsiguientes emisiones británicas se utilizaron en Irlanda hasta la asunción al poder del nuevo gobierno irlandés en el año 1922.
A partir del 17 de febrero de 1922, los sellos británicos existentes se sobreimprimieron con texto irlandés para proporcionar algunas estampillas definitivas hasta que las emisiones irlandesas autónomas estuvieran disponibles. Continuando las sobreimpresiones, el nuevo Departamento de Correos y Telégrafos produjo una serie regular de sellos definitivos empleando diseños locales. Estas estampillas se emitieron el 6 de diciembre de 1922, la primera fue un sello bidimensional que representaba un mapa de Irlanda (incluyendo a Irlanda del Norte, la cual seguía siendo parte del Reino Unido). Desde entonces nuevas imágenes y valores adicionales, según fuera necesario, han producido nueve series definitivas de diferentes diseños.
Estas fueron las mayores producciones de estampillas para el uso cotidiano. Los Sellos conmemorativos aparecieron por primera vez en 1929, y actualmente se emiten varias veces al año, celebrando muchos aspectos de la vida irlandesa, como eventos y aniversarios importantes, vida y cultura de la isla, y muchos irlandeses relevantes. Se han producido algunos sellos definitivos y conmemorativos en formatos hoja bloque, folleto y bobina, además del diseño de hoja habitual. Los franqueos por pagar y los correos aéreos completan las emisiones de sellos de las dos autoridades irlandesas de emisión postal. Se utilizaron dos estilos de marca de agua, aunque las emisiones sobreimpresas se hicieron con las marcas de agua de las estampillas británicas suministradas para la sobreimpresión por la Oficina de Correos británica.
Oifig an Phoist, la Oficina de Correos de Irlanda, fue la sección del Departamento de Correos y Telégrafos que emitió todos los sellos irlandeses hasta 1984. Después de la división del Departamento de Correos y Telégrafos en dos organizaciones semi-estatales en 1984, An Post se hizo cargo de la todos los servicios postales irlandeses, incluyendo la emisión de sellos postales.